# Nealcidion cuspidatum
Nealcidion cuspidatum là một loài bọ cánh cứng trong họ Cerambycidae.